# The Nubians of Plutonia
The Nubians of Plutonia è un album discografico del musicista jazz statunitense Sun Ra e della sua Myth Science Arkestra, registrato nel 1958-1959 circa e pubblicato nel 1966 dalla El Saturn Records, etichetta di proprietà dell'artista.

## Il disco
Originariamente pubblicato in una copertina bianca minimale e con il titolo The Lady with the Golden Stockings, l'album ottenne il suo titolo attuale, e la caratteristica copertina opera di Richard Pedreguera, soltanto nel 1969. In comune con altre uscite di Sun Ra dell'epoca per la Saturn, il disco fu stampato in pochissime copie ed era messo in vendita solamente ai concerti della band o su ordine via posta. L'album è stato ristampato dalla Impulse! Records nel 1974, ed in formato CD dalla Evidence nel 1993, abbinato al contemporaneo Angels and Demons at Play.
The Nubians of Plutonia evidenzia l'Arkestra spostarsi verso sonorità più sperimentali ed astratte. Le percussioni diventano maggiormente varie e più pesanti. The Golden Lady seduce con un groove creato dalla combinazione di semplici elementi: campanacci, blocchi di legno, e basso. Sun Ra allestisce una melodia dark, quindi l'Arkestra procede a fornire una serie di assoli blueseggianti. Nubia, Africa ed Aiethopia continuano questa escursione in territori ritmici più esotici e mistici.

### Registrazione
Il materiale che costituisce l'album venne inciso a Chicago, nel 1958 o nel 1959. Lucious Randolph ricorda che la registrazione di Aiethopia avvenne in un club con una pessima acustica.

## Tracce

### LP vinile 12"
- Tutti i brani sono opera di Sun Ra.

Lato A
1. Plutonian Nights - 4:22
2. The Lady with the Golden Stockings (successivamente reintitolata The Golden Lady dopo il cambiamento del titolo dell'album) - 7:41
3. Star Time - 4:18

Lato B
1. Nubia - 8:14
2. Africa - 5:06
3. Watusa - 2:36
4. Aiethopia - 7:12

## Formazione[4]
- Sun Ra - Piano, pianoforte elettrico Wurlitzer
- Lucious Randolph - Tromba
- Nate Pryor - Trombone
- James Spaulding - Sax alto
- Marshall Allen - Sax alto
- John Gilmore - Sax tenore, percussioni
- Pat Patrick - Sax baritono, percussioni
- Charles Davis - Sax baritono
- Ronnie Boykins - Contrabbasso
- Robert Barry - Batteria
- Jim Herndon - Percussioni

In Watusa, William Fielder sostituisce Lucious Randolph alla tromba.